# Milford (Californie)
Pour les articles homonymes, voir Milford.
Milford est une census-designated place du comté de Lassen, dans l'État de Californie, aux États-Unis,. En 2020, elle compte une population de 147 habitants.